# 喜神坝乡
喜神坝乡是中国陕西省汉中市南郑区已撤销的一个乡。2011年，汉中市人民政府向陕西省人民政府申请，将南郑县的喜神坝乡，整建制归入红庙镇。时下辖9个村，面积84.44平方公里，人口7414人。驻地喜神坝。

## 行政区划
喜神坝乡下辖以下行政区：
新建村、东兴村、龙家岭村、民生村、马家庵村、沙梁子村、双丰村、群福村、蒿坝村